# Hvítanes
Hvítanes [ˈkvʊitaneːs] és un poble de l'illa de Streymoy, a les illes Fèroe. Forma part del municipi de Tórshavn, capital de l'arxipèlag. L'1 de gener de 2021 tenia 109 habitants. El seu nom es feroès significa "punt blanc".
Hvítanes va ser fundada el 1837. El llogaret va pertànyer al municipi de l'Extraradi de Tórshavn fins al 1978, quan es va integrar al municipi de Tórshavn.
S'assenta a la costa oriental de Streymoy, a uns 5 km al nord del centre de la capital, en una petita cala amb un embarcador on hi poden fondejar petites embarcacions. El 19 de desembre del 2020 es va innaugurar l'Eysturoyartunnilin, el túnel submarí més llarg de l'arxipèlag que té una de les seves boques a Hvítanes. Aquest túnel uneix les illes de Streymoy i Eysturoy, i permet una comunicació més ràpida entre la capital i la zona del Skálafjørður.
A la rodalia de Hvítanes hi ha una planta municipal d'incineració d'escombraries.